# Schwanenorden

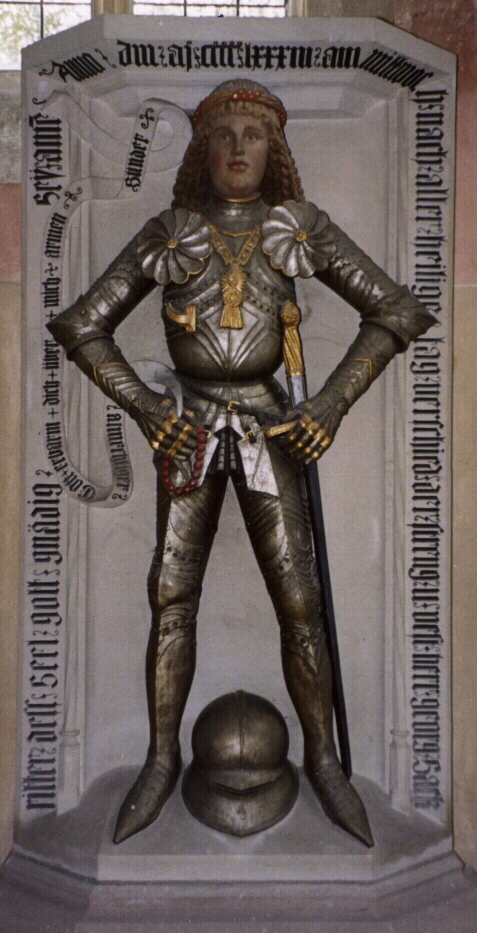
Epitaph des Schwanenordensritters Georg Sack im Kloster Heilsbronn

Der Orden der Ritter Unserer Lieben Frau zum Schwan, kurz Schwanenritterorden oder Schwanenorden, war der erste Ritterorden des Hauses Hohenzollern. Er wurde am 29. September 1440 in Anknüpfung an die Schwanenrittersage von Kurfürst Friedrich II. von Brandenburg in der Stadt Brandenburg gestiftet und sollte unter Führung der Hohenzollern dem Adel dort gemeinsame politische und soziale Ziele geben. Im Jahr 1459 errichtete der Orden eine süddeutsche Filiale.

## Ordensstatuten
Der spätmittelalterliche Orden hatte sich bei der Gründung 1440 geistliche aber auch vor allem politische Ziele gesetzt. Neben Gebet und karitativen Werken rief er den Adel in Brandenburg zum Treuebündnis auf. Auch Frauen konnten Mitglied werden. Am 15. August 1443 erweiterte der Orden seine Statuten um den Zweck, gegen die Entsittlichung des märkischen Adels und anderwärts zu wirken und ihn wieder an Gottesfurcht und Ehrbarkeit zu gewöhnen, insbesondere auch die Rauf- und Fehdelust zu zügeln.

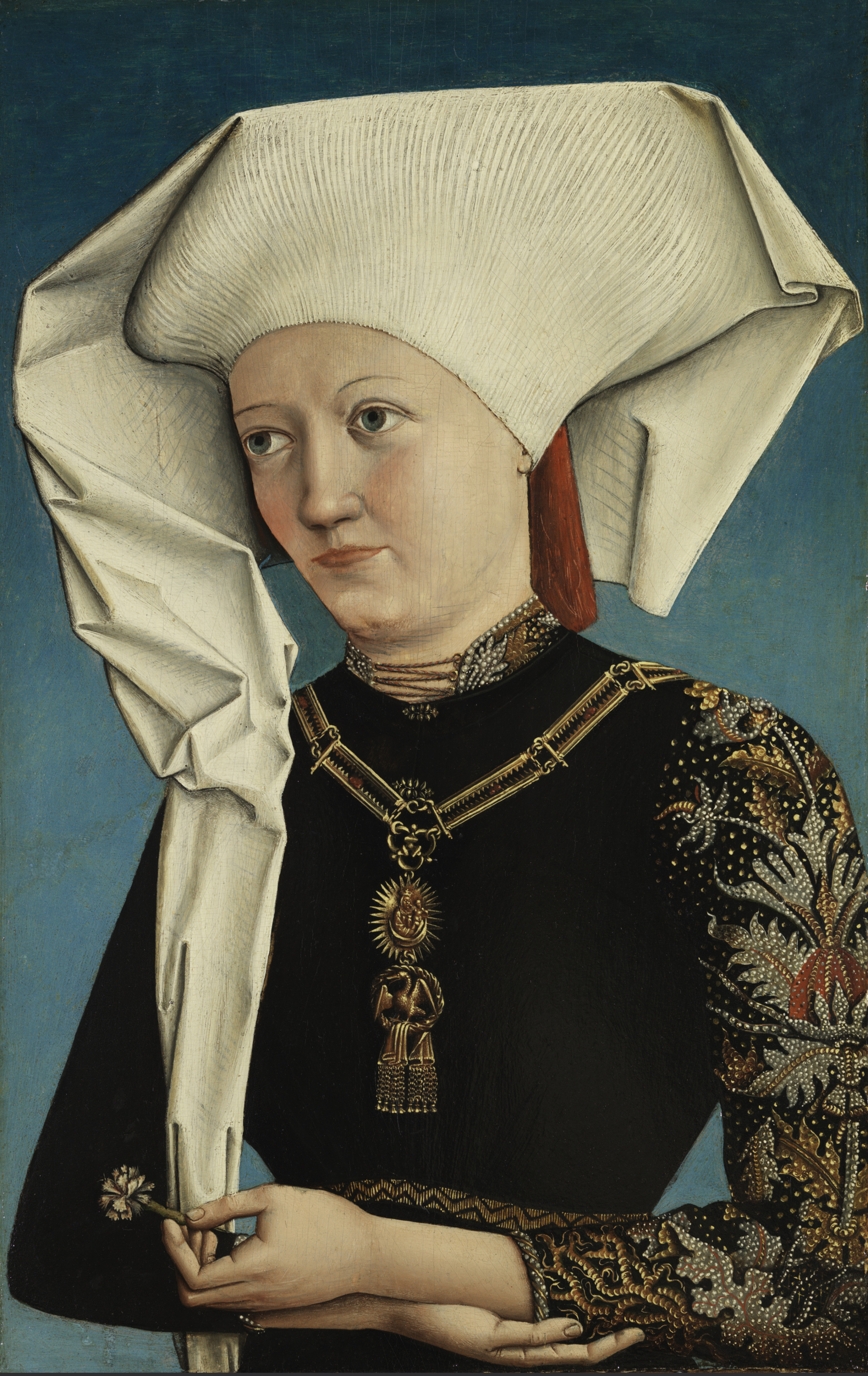
Unbekannte Dame mit der Ordenskette

Im Jahr 1459 errichtete Markgraf Albrecht Achilles eine süddeutsche Filiale, die Papst Pius II. am 16. Januar 1460 bestätigte. Dieser höfische Orden war für die Markgrafen ein wichtiges Mittel der dynastischen Klientelbildung.

## Ordensabzeichen

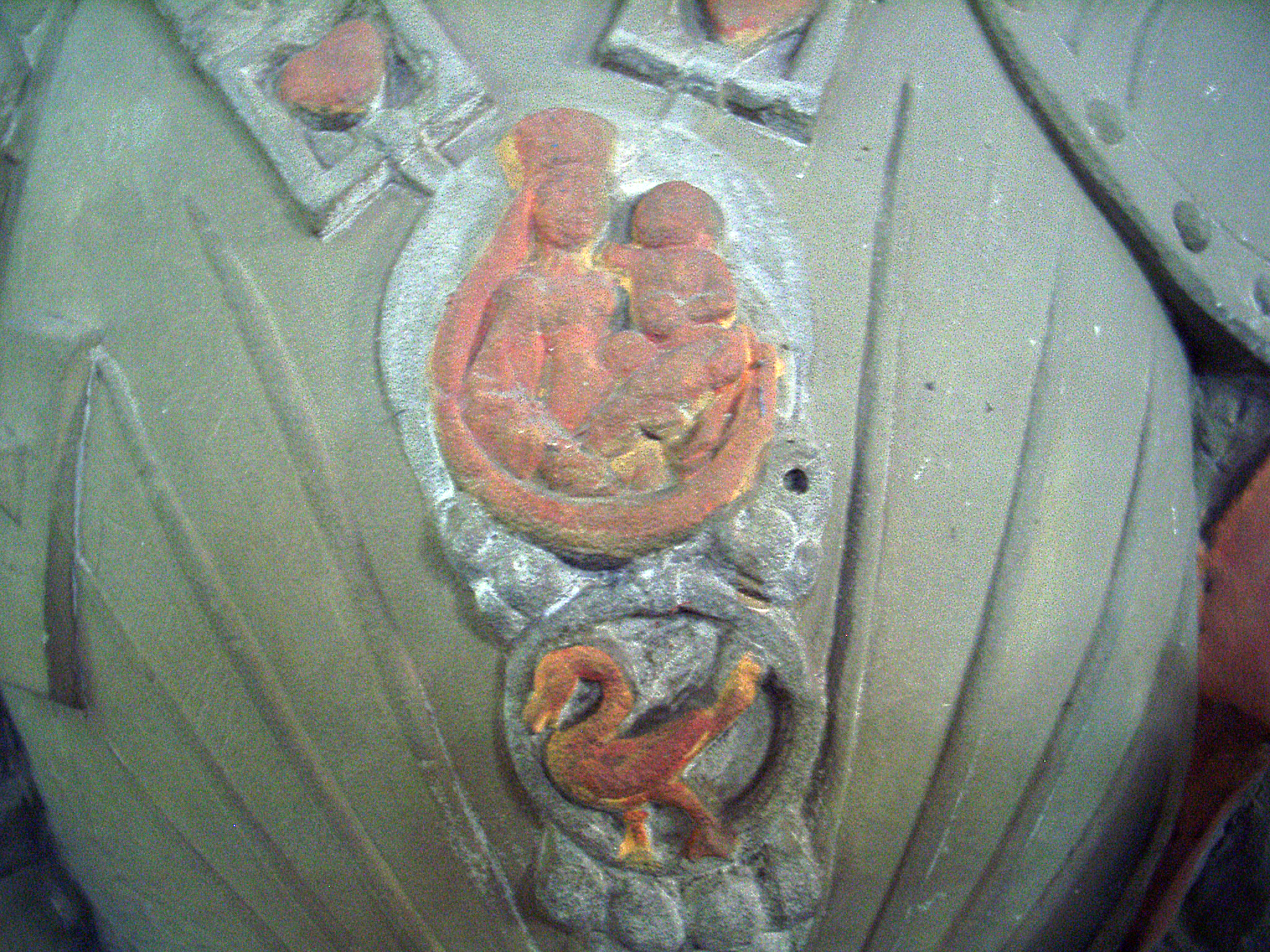
Ordenszeichen auf einem Grabstein in Feuchtwangen

Als Ordenssignet wählte man das Bild der Gottesmutter an einer goldenen Kette, darunter der Schwan als Symbol der Reinheit des Herzens, umgeben von einer unten verschlungenen weißen Schärpe.
Der Schwan sollte den Statuten von 1443 zufolge die Mitglieder an ihren künftigen Tod erinnern sollte; denn der Schwan habe, wie Jesus Christus, seinen Tod vorausgesehen und beklagt. Mit der Anspielung auf den Gesang des Schwanes im Angesicht seines Todes wurde ein in Antike und Mittelalter überliefertes Motiv aufgegriffen. Die Glieder der Ordenkette sollten aus premtzen bestehen, einer scharfen Hemmvorrichtung am Zaumzeug zur Bändigung von Pferden, in die (blutende) Herzen eingefügt sein sollten, um die Träger zu Demut und Buße zu erziehen. Das weiße, unbefleckte Tuch, das der Fassung von 1484 zufolge um den Schwan gewunden sei und von dem Quasten herabhingen, sollte den Träger an die Zehn Gebote und die guten Werke Christi erinnern und ihn selbst zu guten Werken ermahnen.

## Ordenskirchen

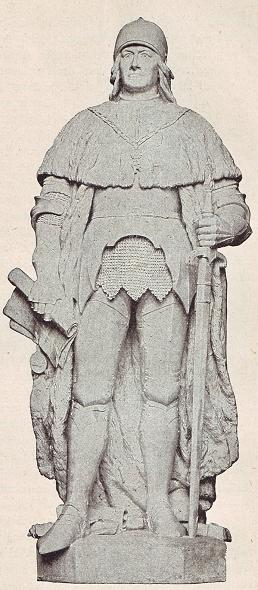
Ordensgründer Friedrich II. mit Schwanenorden

Der Versammlungspunkt des sich rasch über Nord- und Süddeutschland ausbreitenden Schwanenordens war zunächst das Gotteshaus auf dem Harlungerberg bei Brandenburg Altstadt. 1459 stiftete Markgraf Albrecht Achilles für die Ordensmitglieder aus seinen Stammlanden in Franken eine zweite Ordenskirche in der Georgskapelle der St. Gumpertuskirche seiner Residenz in Ansbach.

## Geschichte in der Neuzeit
Seit der Reformation verfiel der Orden. 1843 fasste Friedrich Wilhelm IV. den Plan einer Neubelebung des Ordens, der jedoch nicht zur Ausführung kam. Er wollte den Orden für Mitglieder aller Stände und Konfessionen öffnen und ihm als Ziel die soziale und moralische Besserung der Gesellschaft geben. Seit 1980 besteht ein eingetragener, gemeinnütziger Verein gleichen Namens für Kultur- und Wohlfahrtspflege mit Sitz in Nürnberg, der die Ordenstradition fortführen will.
Für die Berliner Siegesallee gestaltete der Bildhauer Alexander Calandrelli die Denkmalgruppe 16 mit einem Standbild Friedrichs II. im Zentrum. Auf dem breiten Hermelinkragen des Kurfürstenmantels trägt die Figur die Kette des Schwanenordens.